# مشعل ساني
مشعل ساني لاعب كرة قدم سعودي يلعب في نادي البكيرية كظهير أيمن.

## مسيرة اللاعب
لعب في نادي الاتحاد في الفئات السنية وأعير إلى نادي البكيرية في عام 2022 وانتقل بعدها بشكل نهائي إلى نادي البكيرية.